# Amphibromus
Amphibromus,  es un género de plantas de la familia de las Poáceas.
A veces se hace referencia a Helictotrichon

## Descripción
Es una herbácea perenne rizomatosa, o cespitosa, o decumbente. Tallos de 40 cm hasta 1,80 m de altura. Nudos de tallos glabros; internudos huecos. Hojas no basalmente agregadas; no auriculadas. Márgenes de vainas libres. Láminas de hojas angostas; chata, o enrollada (involuta);  sin venación cruzada; persistente. Lígula no membranosa; no truncada (elongada, haciéndose lacerada); de 2–15 mm de long.
Plantas diclino monoicas, bisexuales, con espigas bisexuales; con flores hermafroditas; cleistógamos expuestos, o chasmógamas;  con cleistogenes ocultos, o no ocultos. Inflorescencia paniculada; abierta (angosta, elongada); con macollos (flexuosa). Inflorescencia espateada. Espigas persistentes; pediceladas. 
Hay 12 especies; de Australia, Nueva Zelanda, Sudamérica. Es helio o mesofítica. Neotropical, australiana, y antártica. Centro de Brasil, las Pampas, y los Andes. Norte y este de Australia, y sudoeste. Patagónica.

## Taxonomía
El género fue descrito por Christian Gottfried Daniel Nees von Esenbeck y publicado en London Journal of Botany 2: 420. 1843.
Etimología
Amphibromus: nombre genérico que deriva de las palabras del griego amphi (acerca, cerca), y  bromos (alimento, la avena), correctamente aludiendo a la similitud con Avena (no con Bromus),

## Especies
- Amphibromus archeri (Hook. f.) P.Morris
  - Amphibromus archeri var. archeri ( Hook.f. ) P.Morris
  - Amphibromus archeri var. papillosus P.Morris
- Amphibromus fluitans Kirk
- Amphibromus gracilis P.Morris
- Amphibromus macrorhinus S.W.L.Jacobs & Lapinpuro
- Amphibromus neesii Steud.
- Amphibromus nervosus (Hook. f.) Druce
- Amphibromus pithogastrus S.W.L.Jacobs & Lapinpuro
- Amphibromus quadridentulus (Döll) Swallen
- Amphibromus recurvatus Swallen
- Amphibromus scabrivalvis (Trin.) Swallen
  - Amphibromus scabrivalvis var. indigestus Nicora
  - Amphibromus scabrivalvis var. scabrivalvis
- Amphibromus sinuatus S.W.L.Jacobs & Lapinpuro
- Amphibromus vickeryae S.W.L.Jacobs & Lapinpuro
- Amphibromus whitei C.E.Hubb.